# Edward VII (manzana)
Edward VII es una variedad cultivar de manzano (Malus domestica). 
Un híbrido del cruce de Blenheim Orange x Golden Noble. Registrado por primera vez en 1902 por Rowe of Worcester. Introducido en 1908 en el mercado por el vivero "Barbourne Nurseries", Worcester. Recibió el "Award of Merit" (Premio al merito) de la Royal Horticultural Society (Real Sociedad Hortícola) en 1903. Las frutas tienen una pulpa firme, de textura bastante gruesa, bastante jugosa con un sabor ácido. Una manzana de uso en cocina excelente.

## Sinonimia
- "Edouard"
- "Edouard VII"
- "King Edward"
- "King Edward VII"

## Historia
'Edward VII' es una variedad de manzana, híbrido del cruce de Blenheim Orange x Golden Noble. Desarrollado y criado a partir de 'Blenheim Orange' mediante una polinización de 'Golden Noble', por Rowe of Worcester Inglaterra, (Reino Unido) a principios del siglo XX. Introducido en 1908 en el mercado por el vivero "Barbourne Nurseries", Worcester. Recibió el "Award of Merit" (Premio al merito) de la Royal Horticultural Society (Real Sociedad Hortícola) en 1903. La fruta de este cruce se introdujo en el mercado en 1932.
'Edward VII' se cultiva en la National Fruit Collection con el número de accesión: 1921-015 y Accession name: Edward VII.

## Características
'Edward VII' árbol de extensión erguida, de vigor moderadamente vigoroso, portador de espuela. Tiene un tiempo de floración que comienza a partir del 14 de mayo con el 10% de floración, para el 21 de mayo tiene una floración completa (80%), y para el 29 de mayo tiene un 90% caída de pétalos.
'Edward VII' tiene una talla de fruto medio a grande; forma amplia globoso cónica, con una altura de 52.50mm, y con una anchura de 67.00mm; con nervaduras ausentes; epidermis con color de fondo verde brillante, palideciendo a amarillo dorado a medida que madura, importancia del sobre color bajo, y patrón del sobre color lavado de un rojo pálido en la cara expuesta al sol, "russeting" (pardeamiento áspero superficial que presentan algunas variedades) bajo; la piel adquiere una sensación grasosa en la madurez; cáliz grande y parcialmente abierto, ubicado en una cuenca muy poco profunda y ligeramente estriada; pedúnculo medio largo y delgado, colocado en una cavidad medianamente profunda y en forma de embudo; carne es de color crema, de grano grueso, firme y algo jugosa. Sabor ligeramente dulce, ácido fuerte.
Listo para cosechar a mediados de octubre. Se conserva bien durante cinco meses en cámaras frigoríficas.

## Usos
Una buena manzana de uso de postre fresca en mesa. Se usa también como manzana de sidra. En cocina produce un puré rojo translúcido. Es la manzana para tarta favorita en British Columbia, Canadá.

## Ploidismo
Diploide, auto estéril. Grupo de polinización: C, Día 11.